# لاچ فیرکلوث
لاچ فیرکلوث (به انگلیسی: Lauch Faircloth) سناتور سابق عضو حزب جمهوری‌خواه ایالات متحده آمریکا بود. وی در سال ۱۹۹۳ تا ۱۹۹۹ میلادی سناتور ایالت کارولینای شمالی در سنای ایالات متحده آمریکا بود.